# Friedl Czepa
Friedl Czepa, nata Friederike Pfaffeneder (Amstetten, 3 settembre 1898 – Vienna, 22 giugno 1973), è stata un'attrice austriaca, che fu particolarmente attiva in pellicole cinematografiche tra gli anni trenta e gli anni cinquanta..
Sul grande schermo, lavorò in una quasi una trentina di produzioni, a partire dalla metà degli anni trenta.; fu inoltre particolarmente attiva nei teatri viennesi, anche come cantante di operetta. Tra i suoi ruoli principali, figurano, tra l'altro, quello di Beate nel film Beates Flitterwoche (1940) e quello di Mamma Leitner nella soap opera Familie Leitner (1958-1967).
Il cognome Czepa è quello del primo marito, Alois Czepa. Fu inoltre la moglie degli attori Hans Schott-Schöbinger e Rolf Wanka (padre dell'attrice Irina Wanka).

## Biografia
Friederike Pfaffeneder, in seguito nota come Friedl Czepa, nasce ad Amstetten, in Alta Austria, il 3 settembre 1898.
Nel 1931 ottiene il suo primo ruolo teatrale presso il Theater in der Josefstadt di Vienna.
Nel 1934, fa la sua prima apparizione cinematografica, recitando nel film commedia, diretto da Rudolf Meinert, Alles für die Firma.
Dopo la seconda guerra mondiale, a causa delle sue manifeste simpatie per il nazionalsocialismo, viene messa per un periodo al bando dai produttori cinematografici, prima di riprendere la propria carriera a teatro all'inizio degli anni cinquanta.
Muore a Vienna il 22 giugno 1973, all'età di 74 anni. È sepolta nel cimitero di Wien-Stammersdorf.

## Filmografia parziale

### Cinema
- Alles für die Firma, regia di Rudolf Meinert (1934)
- Episodio, regia di Walter Reisch (1935)
- Il segreto dei candelabri (1936)
- Coriandoli (1936)
- Al sole (1936)
- Fiori di Nizza (1936)
- Milioni in corsa (1937)
- Millionäre (1937)
- Die Fledermaus, regia di Paul Verhoeven (1937)
- Adresse unbekannt (1938)
- Canzone immortale (1939)
- Das leichte Mädchen (1940)
- Anuschka (1940)
- Die goldene Fessel (1944)
- Knall und Fall als Hochstapler (1952)
- Irene in Nöten (1953)
- Liebe, Schnee und Sonnenschein (1956)
- Die unvollkommene Ehe (1959)
- Kein Mann zum Heiraten (1959)
- Gitarren klingen leise durch die Nacht (1960)
- Das Dorf ohne Moral (1960)

### Televisione
- Familie Leitner - soap opera (1958-1967)
- Der Unschuldige - film TV (1962)
- Familie Schimek - film TV (1966)
- Nur kein Cello - film TV (1967)
- Kampl - film TV (1969)

## Teatro (lista parziale)
- Ende schlecht, alles gut di Siegfried Geyer  e László Bús-Fekete (1933)
- Ping-Pong (operetta), di Richard Stauch (1934)